# Koepelkerk

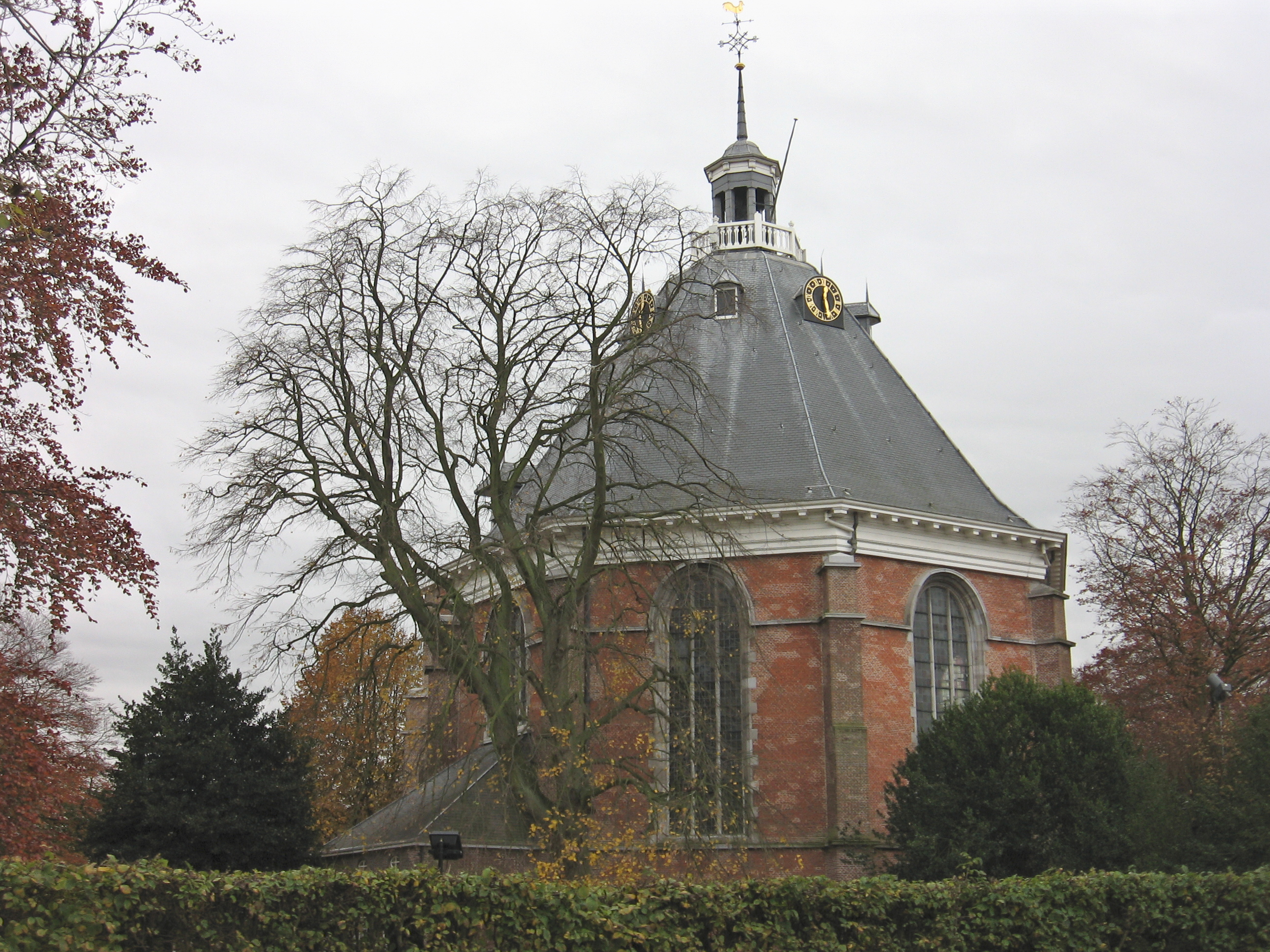
Koepelkerk in Willemstad (1607)

Een koepelkerk is een kerkgebouw waarbij het schip overdekt wordt door een koepelvormige kap. In de meeste gevallen is de kerk een centraalbouw. De term wordt ook wel gebruikt voor kerken waarbij alleen de kruising of de viering van een grote koepel is voorzien, dat wordt dan meer specifiek een kruiskoepelkerk genoemd.

## Architectuur
Koepelkerken komen veelvuldig voor in de Byzantijnse architectuur. In de westerse architectuur werden koepelkerken voor het eerst gebouwd tijdens de Renaissance. Na de Reformatie ontstond een groeiende behoefte aan centraliserende kerken. Deze werden vaak van een koepel voorzien. Tijdens de Barok werden ook veel katholieke koepelkerken opgetrokken. 
In Willemstad in Noord-Brabant staat de eerste koepelkerk van de noordelijke Nederlanden die speciaal voor protestantse diensten werd gebouwd. Deze kerk heeft een koepel en is verder achthoekig. Vele latere protestantse kerken zijn eveneens achthoekig, zoals de Marekerk in Leiden.
Koepelkerken bestaan in de basis uit een rotunda. Een rotunda kan vrijstaand zijn (zoals het Baptisterium in Pisa) of onderdeel van een gebouw (zoals de rotunda van het Capitool in Washington). Een rotunda wordt vaak bekroond met een koepel. Ook kan er een zogeheten oculus zijn. Het woord oculus blijft in gebruik in sommige contexten, meestal als de naam voor de cirkelvormige opening in de top van de koepel van het Pantheon in Rome, maar ook voor andere soorten ronde ramen. Ten slotte kan een koepelkerk over een lantaarn beschikken. Een lantaarn is een opengewerkte bekroning van een grote koepel of toren en is meestal achthoekig van vorm. Een lantaarn op een toren wordt in een aantal gevallen in Nederland gebruikt om een carillon in te hangen; dit kan zijn in de vensters van de lantaarn dan wel binnen in het midden er van, zoals in Enkhuizen op de Zuidertoren.

## Koepelkerken in België
- Basiliek van Onze-Lieve-Vrouw van Scherpenheuvel, Scherpenheuvel
- Onze-Lieve-Vrouw van Goede Bijstandkerk, Brussel
- Sint-Jozefskerk (Waterloo)
- Sint-Jobkerk (Ukkel)

## Koepelkerken in Nederland
- Ronde Lutherse Kerk in Amsterdam
- Co-kathedrale basiliek van de Heilige Nicolaas in Amsterdam
- Sint Willibrorduskerk buiten de Veste in Amsterdam (gesloopt in 1970)
- Koepelkerk aan de Stadhouderskade in Amsterdam (gesloopt in 1972)
- Koepelkerk in Arkel
- Koepelkerk in Arnhem
- Koepelkerk in Berlikum
- Sint-Agathakerk in Beverwijk
- Mariakerk of Koepelkerk in Bussum
- Sint Laurentiuskerk in Dongen
- Sint Brigidakerk in Geldrop
- Kathedrale basiliek Sint Bavo in Haarlem
- Sint-Annakerk in Heerlen
- Onze-Lieve-Vrouwekerk in Helmond
- Sint Cyriacus- en Franciscuskerk in Hoorn NH
- Koepelkerk in Leeuwarden
- Marekerk in Leiden
- Heilige Naam Jezuskerk in Lierop
- Heilig Hart van Jezuskerk in Maastricht (Wyckerpoort)
- Sint Lambertuskerk in Maastricht (Brusselsepoort)
- Oostkerk in Middelburg
- Sint Nicolaaskerk in Purmerend
- Sint Bavokerk in Raamsdonk
- Koepelkerk in Renswoude
- Koepelkerk in Sappemeer
- Koepelkerk in Smilde
- Sint-Petrus' Stoel van Antiochiëkerk in Uden
- Koepelkerk in Veenhuizen
- Koepelkerk in Willemstad
- Koepelkerk in Witmarsum (typologisch geen koepelkerk, er staat slechts een koepeltorentje op het dak)
- Mauritskerk in IJzendijke
- Goede Herder- of Meerburgkerk in Zoeterwoude
- Basiliek van de Heiligen Agatha en Barbara in Oudenbosch

## Lijst van koepelkerken met specificaties (selectie)
| Naam                                                 | Foto buitenzijde | Foto binnenzijde | Foto binnenzijde binnenkoepel | Foto constructie tussen beide koepels | Foto lantaarn | Huidige eigenaar/ gebruiker                       | Plaats     | Adres                | Architect                                  | Oorspronkelijke bouwjaar | Hoogte binnenkoepel | Hoogte buitenkoepel | Diameter binnenkoepel | Diameter buitenkoepel | Diameter oculus | Diameter rotunda | Diameter lantaarn | Hoogte vloer - oculus | Afstand oculus - lantaarn | Hoogte plafond lantaarn - vloer | Totale hoogte kerk inclusief lantaarn |
| ---------------------------------------------------- | ---------------- | ---------------- | ----------------------------- | ------------------------------------- | ------------- | ------------------------------------------------- | ---------- | -------------------- | ------------------------------------------ | ------------------------ | ------------------- | ------------------- | --------------------- | --------------------- | --------------- | ---------------- | ----------------- | --------------------- | ------------------------- | ------------------------------- | ------------------------------------- |
| Koepelkerk Arnhem                                    |                  |                  |                               |                                       |               | Nederlandse Gereformeerde Kerk Arnhem-Koepelkerk. | Arnhem     | Jansplein 60, 6811GD | Aytink van Falkenstein                     | 1837-1838                | 8,43 m              | 10 m                | 12 m                  | 22,39 m               | 2,20 m          | 13,9 m           | 2,9 m             | 18,92 m               | 1 m                       | 24,6 m                          | 27,5 m                                |
| Ronde Lutherse Kerk Amsterdam                        |                  |                  |                               |                                       |               |                                                   | Amsterdam  |                      | Adriaan Dortsman                           | 1668-1671                |                     |                     |                       |                       |                 |                  |                   |                       |                           |                                 |                                       |
| Koepelkerk Arkel                                     |                  |                  |                               |                                       |               |                                                   | Arkel      |                      |                                            | 1855                     |                     |                     |                       |                       |                 |                  |                   |                       |                           |                                 |                                       |
| Koepelkerk Willemstad                                |                  |                  |                               |                                       |               |                                                   | Willemstad |                      | Coenraad (III) van Neurenberg              | 1597-1607                |                     |                     |                       |                       |                 |                  |                   |                       |                           |                                 |                                       |
| Koepelkerk Sappemeer                                 |                  |                  |                               |                                       |               | Museaal Centrum Sappemeer                         | Sappemeer  |                      | Vermoedelijk Conraet Roeleffs              | 1655                     |                     |                     |                       |                       |                 |                  |                   |                       |                           |                                 |                                       |
| Koepelkerk Renswoude                                 |                  |                  |                               |                                       |               | Hervormde Gemeente Renswoude (PKN)                | Renswoude  |                      | Jacob van Campen                           | 1639-1641                |                     |                     |                       |                       |                 |                  |                   |                       |                           |                                 |                                       |
| Basiliek van de Heilige Agatha en Barbara Oudenbosch |                  |                  |                               |                                       |               | Bernardusparochie Oudenbosch                      | Oudenbosch |                      | Pierre Cuipers Gerardus Jacobus van Swaaij | 1867-1880                |                     |                     | 20 m                  |                       |                 |                  |                   |                       |                           |                                 | 63 m                                  |

## Koepelkerken in Suriname
- Centrumkerk in Paramaribo (Hervormde Kerk in Suriname)

## Overige bekende koepelkerken
- Sint-Pietersbasiliek, Vaticaanstad
- Basilique Notre-Dame de la Paix, Yamoussoukro, Ivoorkust